# Maria Erlenberger
Maria Erlenberger (* um 1948) ist eine deutschsprachige Schriftstellerin.

## Leben
Maria Erlenberger ist ein Pseudonym; über die dahinter stehende Person sind bis heute keinerlei nähere Informationen erhältlich. Aus Texten der Autorin lässt sich allein schließen, dass sie bei Veröffentlichung ihres ersten Buches etwa dreißig Jahre alt war und vermutlich Österreicherin ist.
Maria Erlenberger erregte 1977 Aufsehen mit ihrem psychiatriekritischen und feministischen Erstling Der Hunger nach Wahnsinn. Sie schildert darin auf radikale Weise, wie sie sich aus Protest gegen ihre Rolle als Frau fast zu Tode hungert und mit der Diagnose „Schizophrenie“ in eine psychiatrische Anstalt eingeliefert wird. Ihr zweiter Roman ist eine Fortsetzung der stark subjektiven Schilderung persönlicher Erlebnisse während einer Schwangerschaft und bei dem Versuch, ihren Sohn außerhalb des staatlichen Schulsystems selbst zu unterrichten. Nach einem Band mit lyrischer Prosa veröffentlichte Erlenberger mit Singende Erde einen
utopischen Roman und mit „Hoffnung auf Erinnern“ eine Erzählung über eine chaotische Episode aus dem Literaturbetrieb. Seit 1984 ist Maria Erlenberger, die 1978
mit dem Förderpreis des
Literaturpreises der Stadt Bremen ausgezeichnet wurde, verstummt.

## Werke
- Der Hunger nach Wahnsinn. Ein Bericht (= Das neue Buch. 84). Rowohlt, Reinbek bei Hamburg 1977, ISBN 3-499-25084-5.
- Das Erlernen der Totgeburt. Roman (= Das neue Buch. 124). Rowohlt, Reinbek bei Hamburg 1979, ISBN 3-499-25124-8.
- Ich will schuld sein. Eine Gedankensammlung (= Das neue Buch. 134). Rowohlt, Reinbek bei Hamburg 1980, ISBN 3-499-25134-5.
- Singende Erde. Ein utopischer Roman. Rowohlt, Reinbek bei Hamburg 1981, ISBN 3-498-01620-2.
- Hoffnung auf Erinnern. Erzählung (= Das neue Buch. 171). Rowohlt, Reinbek bei Hamburg 1982, ISBN 3-499-25171-X.
- Erwachen zum gelöschten Traum. In Horst Heidtmann (Hrsg.): Auf der Suche nach dem Garten Eden. Signal-Verlag, Baden-Baden 1984, ISBN 3-7971-0235-6, S. 38–49.